# Marco Tagbajumi
Marco Tagbajumi (Port Harcourt, 1º luglio 1988) è un calciatore nigeriano, attaccante dell'Hokksund.

## Biografia
Tagbajumi è nato in Nigeria, ma è in possesso del passaporto italiano. Si è trasferito in Norvegia all'età di cinque anni.

## Carriera
A livello giovanile, mentre era in Norvegia, Tagbajumi ha giocato per lo Skeid. Nel 2008, si è trasferito a Londra assieme alla sua famiglia ed ha quindi giocato nei London Tigers, in Isthmian League. È successivamente passato ai portoghesi del Camacha, militanti in Segunda Divisão, dov'è rimasto per un biennio.
Terminata l'esperienza al Camacha, Tagbajumi è sbarcato a Cipro per giocare nell'Akritas Chlorakas, formazione della B' Katīgoria. Il nigeriano ha segnato 5 reti in 24 partite di campionato, con le quali ha contribuito al 7º posto finale della sua squadra. In vista dell'annata successiva si è trasferito all'APEP Pitsilia, per cui ha siglato 12 gol in 22 gare, col club che ha terminato la stagione in 5ª posizione.
Nell'estate 2013, Tagbajumi è stato ingaggiato dall'Ermis Aradippou, in A' Katīgoria. Il 2 settembre è arrivato l'esordio con questa maglia, quando ha sostituito Diogo Melo nella sconfitta per 1-0 maturata sul campo dell'Apollōn Lemesou. Il 30 settembre ha segnato una doppietta nella vittoria per 5-2 sull'AEK Kouklion, che sono state le sue prime marcature nella massima divisione cipriota. Con le 18 reti realizzate in questa stagione, il nigeriano si è laureato capocannoniere del campionato, in ex aequo con Gastón Sangoy e Jorge Filipe Monteiro.
In vista dell'annata successiva, Tagbajumi è stato messo sotto contratto dall'AEL Lemesos. Con questa maglia ha avuto modo di esordire nella competizioni europee per club, seppure nei turni preliminari: il 30 luglio 2014 ha infatti sostituito Adrián Sardinero nel successo per 1-0 sullo Zenit San Pietroburgo, sfida valida per il terzo turno di qualificazione alla Champions League 2014-2015. Nel doppio confronto, lo Zenit ha comunque avuto la meglio e l'AEL Lemesos è stato ripescato agli spareggi di Europa League, dove è stato sconfitto dal Tottenham. Tagbajumi ha segnato la prima rete con questa maglia il 4 gennaio, nel pareggio per 3-3 sul campo dell'Apollōn Lemesou. Il suo AEL Lemesos ha raggiunto anche la finale della coppa nazionale, dove è stato sconfitto dall'APOEL. Il nigeriano ha chiuso l'annata con 11 reti in 34 partite, tra tutte le competizioni. In virtù del raggiungimento della finale di coppa, l'AEL Lemesos ha disputato la Supercoppa di Cipro 2015, poi vinta: Tagbajumi è stato impiegato dalla panchina in questa sfida.
Il 18 agosto 2015, lo Strømsgodset ha annunciato sul proprio sito ufficiale l'ingaggio di Tagbajumi, che è tornato in Norvegia con la formula del prestito. Ha esordito in Eliteserien il 30 agosto successivo, subentrando a Gustav Wikheim nella vittoria per 2-4 sul campo del Mjøndalen. L'11 settembre ha segnato le prime reti in squadra, mettendo a referto una doppietta nella vittoria per 5-0 sull'Haugesund. In questa porzione di stagione, ha totalizzato 10 presenze e siglato 4 reti, attraverso le quali ha contribuito al 2º posto finale in campionato dello Strømsgodset.
Tornato all'AEL Lemesos per fine prestito, si è poi trasferito a titolo definitivo ai thailandesi del Nakhon Ratchasima. Ha esordito in squadra il 5 marzo 2016, schierato titolare nella sconfitta interna per 0-1 contro il Muangthong United. Il 16 marzo ha realizzato le prime reti nella massima divisione locale, con una doppietta nella vittoria per 2-4 in casa del BBCU. Ha chiuso la stagione con 29 presenze e 9 reti in campionato.
L'11 novembre 2016, lo Strømsgodset ha reso noto sul proprio sito internet d'aver ingaggiato Tagbajumi, che si è legato al club con un contratto annuale. È tornato a calcare i campi norvegesi in data 2 aprile, schierato titolare nella vittoria per 3-1 maturata sul campo dell'Haugesund: ha segnato una doppietta nel corso dello stesso match.
Il 2 agosto 2017 è passato al Lillestrøm, con la formula del prestito fino al termine della stagione. Ha esordito con questa casacca il 6 agosto, subentrando a Chigozie Udoji nel pareggio per 2-2 arrivato sul campo del Viking. Ha totalizzato 16 presenze e 2 reti tra campionato e coppa, contribuendo alla vittoria finale del Norgesmesterskapet 2017 da parte del Lillestrøm.
Il 21 febbraio 2018, Tagbajumi è stato tesserato dagli irlandesi del Dundalk, a cui si è legato con un accordo annuale. Ha esordito in squadra il 23 febbraio, subentrando a Patrick Hoban nel pareggio a reti inviolate sul campo dello Shamrock Rovers. Il 21 maggio ha trovato il primo gol nella massima divisione irlandese, nel 2-0 inflitto al Waterford. Il 9 luglio 2018 ha rescisso l'accordo con il Dundalk.
Il 3 settembre 2018 ha fatto ritorno in Norvegia, per giocare nel Bodø/Glimt: ha firmato un contratto valido sino al termine della stagione. Terminata questa esperienza, è passato ai sauditi del Najran.
Il 6 agosto 2019 ha fatto ancora ritorno in Norvegia, per giocare nel Notodden in 1. divisjon.

## Statistiche

### Presenze e reti nei club
Statistiche aggiornate al 24 febbraio 2023.
| Stagione            | Club                | Campionato          | Campionato | Campionato | Coppe nazionali | Coppe nazionali | Coppe nazionali | Coppe continentali | Coppe continentali | Coppe continentali | Supercoppe | Supercoppe | Supercoppe | Totale | Totale |
| Stagione            | Club                | Comp                | Pres       | Reti       | Comp            | Pres            | Reti            | Comp               | Pres               | Reti               | Comp       | Pres       | Reti       | Pres   | Reti   |
| ------------------- | ------------------- | ------------------- | ---------- | ---------- | --------------- | --------------- | --------------- | ------------------ | ------------------ | ------------------ | ---------- | ---------- | ---------- | ------ | ------ |
| 2008-2009           | London Tigers       | IL                  | 10         | 13         | FACup           | ?               | ?               | -                  | -                  | -                  | -          | -          | -          | 10+    | 13+    |
| 2009-2010           | Camacha             | SD                  | 20         | 3          | CP              | ?               | ?               | -                  | -                  | -                  | -          | -          | -          | 20+    | 3+     |
| 2010-2011           | Camacha             | SD                  | 12         | 0          | CP              | ?               | ?               | -                  | -                  | -                  | -          | -          | -          | 12+    | 0+     |
| Totale Camacha      | Totale Camacha      | Totale Camacha      | 32         | 3          |                 | ?               | ?               |                    | -                  | -                  |            | -          | -          | 32+    | 3+     |
| 2011-2012           | Akritas Chlorakas   | B                   | 24         | 5          | CC              | ?               | ?               | -                  | -                  | -                  | -          | -          | -          | 24+    | 5+     |
| 2012-2013           | APEP Pitsilia       | B                   | 22         | 12         | CC              | ?               | ?               | -                  | -                  | -                  | -          | -          | -          | 22+    | 12+    |
| 2013-2014           | Ermis Aradippou     | A                   | 32         | 18         | CC              | 7               | 3               | -                  | -                  | -                  | -          | -          | -          | 39     | 21     |
| 2014-2015           | AEL Lemesos         | A                   | 24         | 8          | CC              | 6               | 3               | UCL+UEL            | 2+2                | 0                  | -          | -          | -          | 34     | 11     |
| ago. 2015           | AEL Lemesos         | A                   | 0          | 0          | CC              | -               | -               | -                  | -                  | -                  | SC         | 1          | 0          | 1      | 0      |
| Totale AEL Lemesos  | Totale AEL Lemesos  | Totale AEL Lemesos  | 24         | 8          |                 | 6               | 3               |                    | 4                  | 0                  |            | 1          | 0          | 35     | 11     |
| ago.-dic. 2015      | Strømsgodset        | ES                  | 10         | 4          | CN              | -               | -               | UEL                | -                  | -                  | -          | -          | -          | 10     | 4      |
| 2016                | Nakhon Ratchasima   | PL                  | 29         | 9          | FACup+CdL       | ?               | ?               | -                  | -                  | -                  | -          | -          | -          | 29+    | 9+     |
| gen.-ago. 2017      | Strømsgodset        | ES                  | 13         | 3          | CN              | 1               | 0               | -                  | -                  | -                  | -          | -          | -          | 14     | 3      |
| Totale Strømsgodset | Totale Strømsgodset | Totale Strømsgodset | 23         | 7          |                 | 1               | 0               |                    | -                  | -                  |            | -          | -          | 24     | 7      |
| ago.-dic. 2017      | Lillestrøm          | ES                  | 12         | 0          | CN              | 4               | 2               | -                  | -                  | -                  | -          | -          | -          | 16     | 2      |
| feb.-lug. 2018      | Dundalk             | PD                  | 16         | 2          | FAICup          | 2               | 1               | UEL                | 0                  | 0                  | -          | -          | -          | 18     | 3      |
| set.-dic. 2018      | Bodø/Glimt          | ES                  | 4          | 0          | CN              | 1               | 0               | -                  | -                  | -                  | -          | -          | -          | 5      | 0      |
| mar.-giu. 2019      | Najran              | 1D                  | ?          | ?          | -               | -               | -               | -                  | -                  | -                  | -          | -          | -          | ?      | ?      |
| ago.-dic. 2019      | Notodden            | 1D                  | 0          | 0          | CN              | -               | -               | -                  | -                  | -                  | -          | -          | -          | 0      | 0      |
| ago.-ott. 2021      | Hokksund            | 5D                  | 6          | 3          | -               | -               | -               | -                  | -                  | -                  | -          | -          | -          | 6      | 3      |
| Totale              | Totale              | Totale              | 234+       | 80+        |                 | 21+             | 9+              |                    | 4                  | 0                  |            | 1          | 0          | 260+   | 89+    |

## Palmarès

### Club
- Supercoppa di Cipro: 1

AEL Limassol: 2015
- Coppa di Norvegia: 1

Lillestrøm: 2017

### Individuale
- Capocannoniere del campionato cipriota: 1

2013-2014 (18 gol, ex aequo con Gastón Sangoy e Jorge Filipe Monteiro)